# 김현욱 (배우)
김현욱(1997년 1월 17일 ~)은 대한민국의 배우이다.

### 드라마
- 2021년 웹드라마 《남자무리 여사친 Season Ⅱ》
- 2022년 웹드라마 《겨울 지나 벚꽃》 ... 김준승 역
- 2022년 tvN 수목 미니시리즈 《킬힐》
- 2023년 tvN 주말 미니시리즈 《경이로운 소문 2: 카운터 펀치》 ... 웡 역
- 2025년 KBS2 저녁 일일연속극 《여왕의 집》 ... 강승우 역

### 뮤직비디오 (M/V)
- 2021년 M/V 김주완 - 거울